# Ricardo Martín
Ricardo Martín (Villanueva de la Serena, 1882-San Sebastián, 1936) fue un fotógrafo español, destacado como retratista del primer tercio del siglo xx en San Sebastián, la edad dorada de la ciudad, lugar de veraneo de la familia real española y de gran parte de la aristocracia. Fue el fundador en 1914 del estudio «Photo Carte», que continuó después de su muerte en 1936 como Fotocar.